# Kazatelna (přírodní památka, okres Jičín)
Kazatelna je přírodní památka poblíž obce Rašín v okrese Jičín. Oblast spravuje Agentura ochrany přírody a krajiny ČR. Důvodem ochrany je teplomilná doubrava s výskytem ohrožených druhů rostlin.

## Galerie

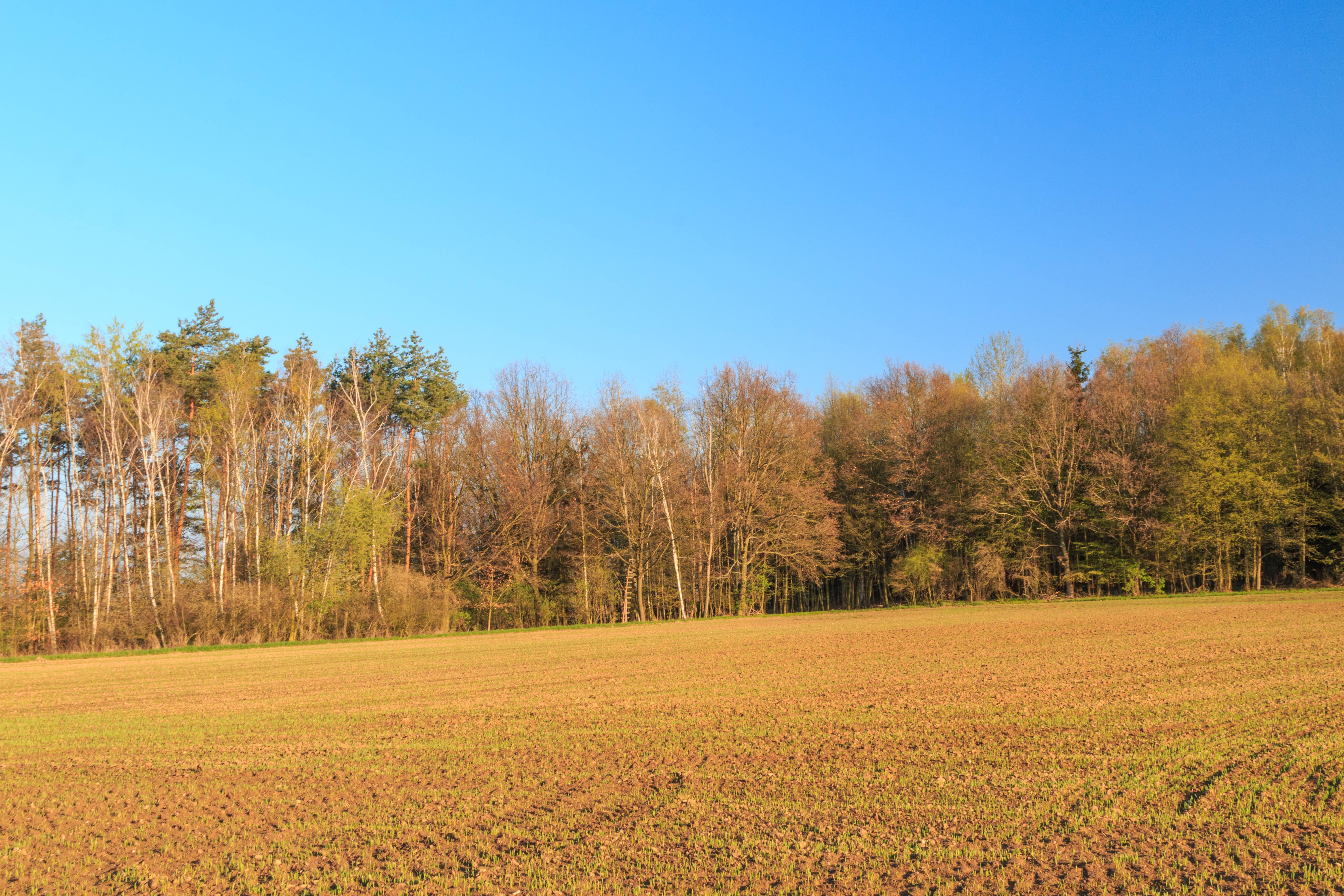
Přírodní památka Kazatelna
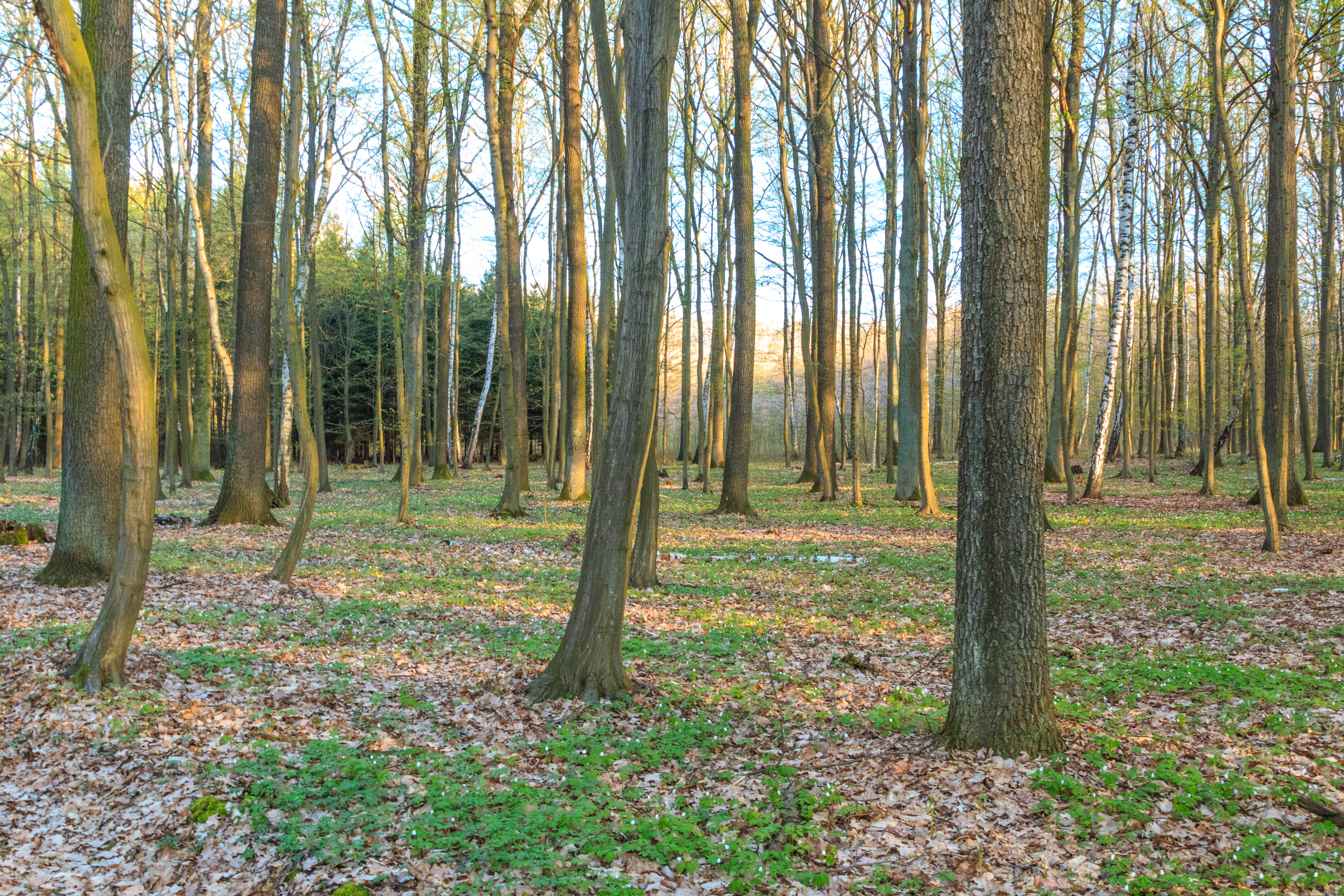
Přírodní památka Kazatelna
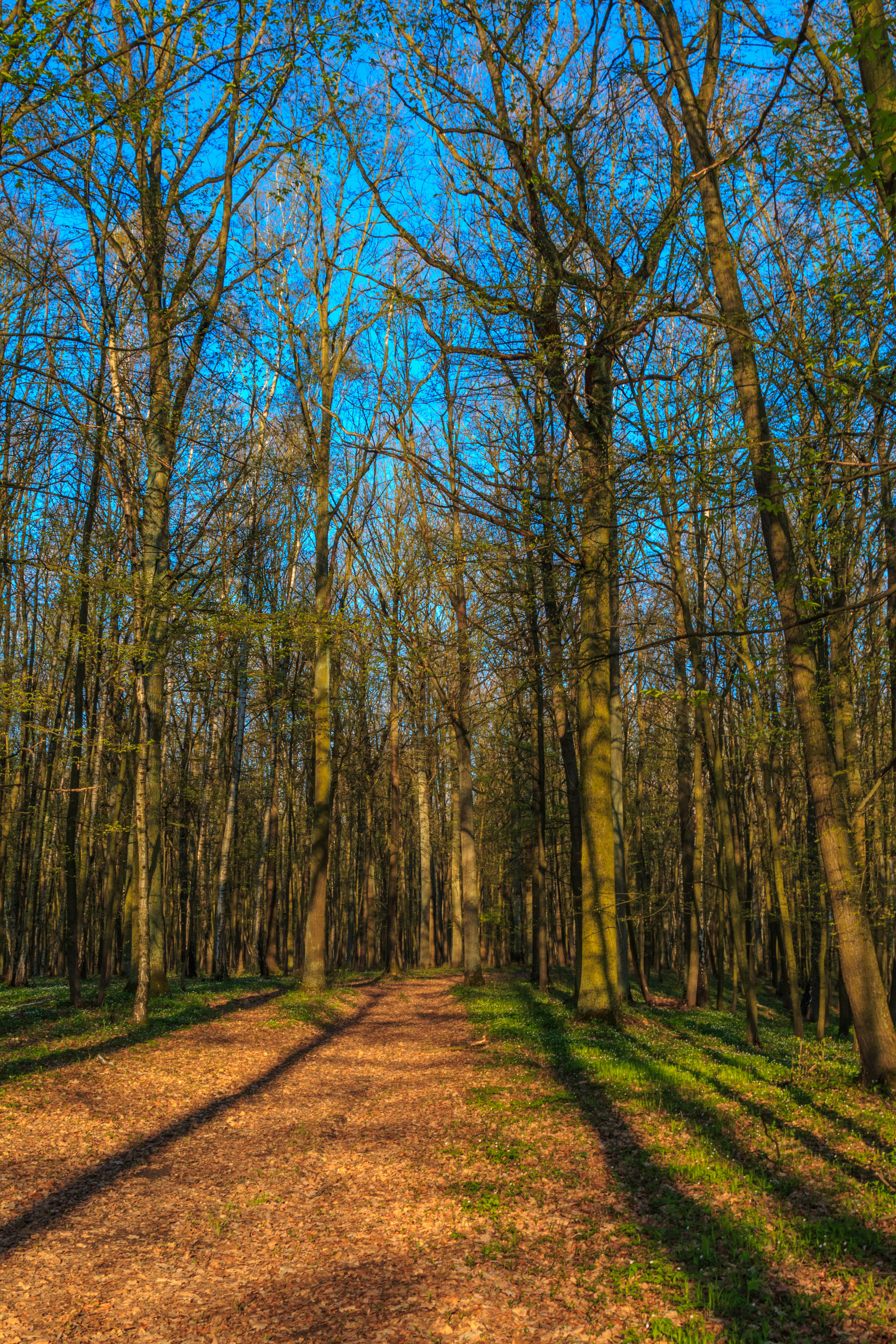
Přírodní památka Kazatelna
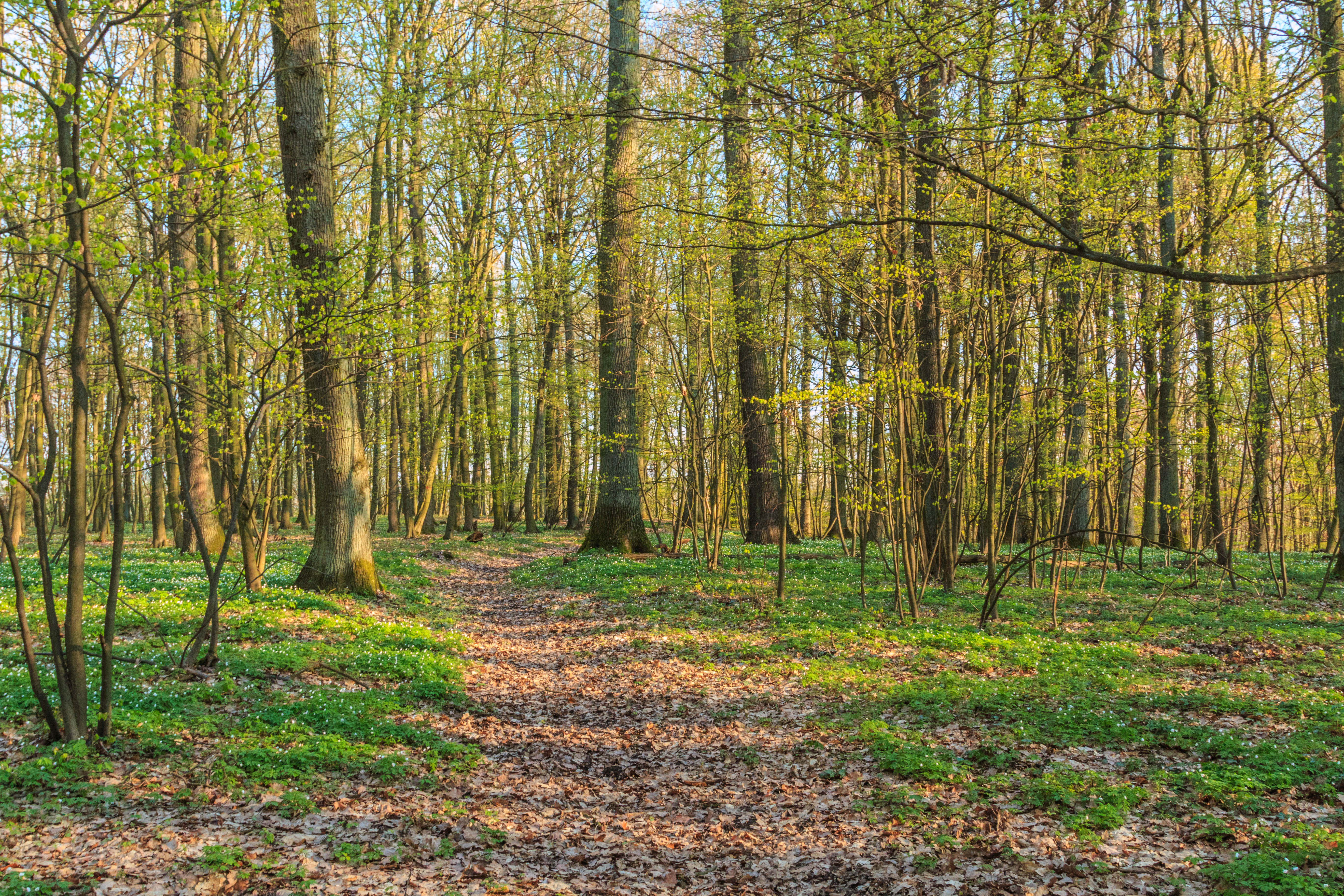
Přírodní památka Kazatelna